# Баар (Рейнланд-Пфальц)
Баар (нім. Baar) — громада в Німеччині, розташована в землі Рейнланд-Пфальц. Входить до складу району Маєн-Кобленц. Складова частина об'єднання громад Фордерайфель.
Площа — 11,74 км2. Населення становить 730 ос. (станом на 31 грудня 2020).

## Галерея

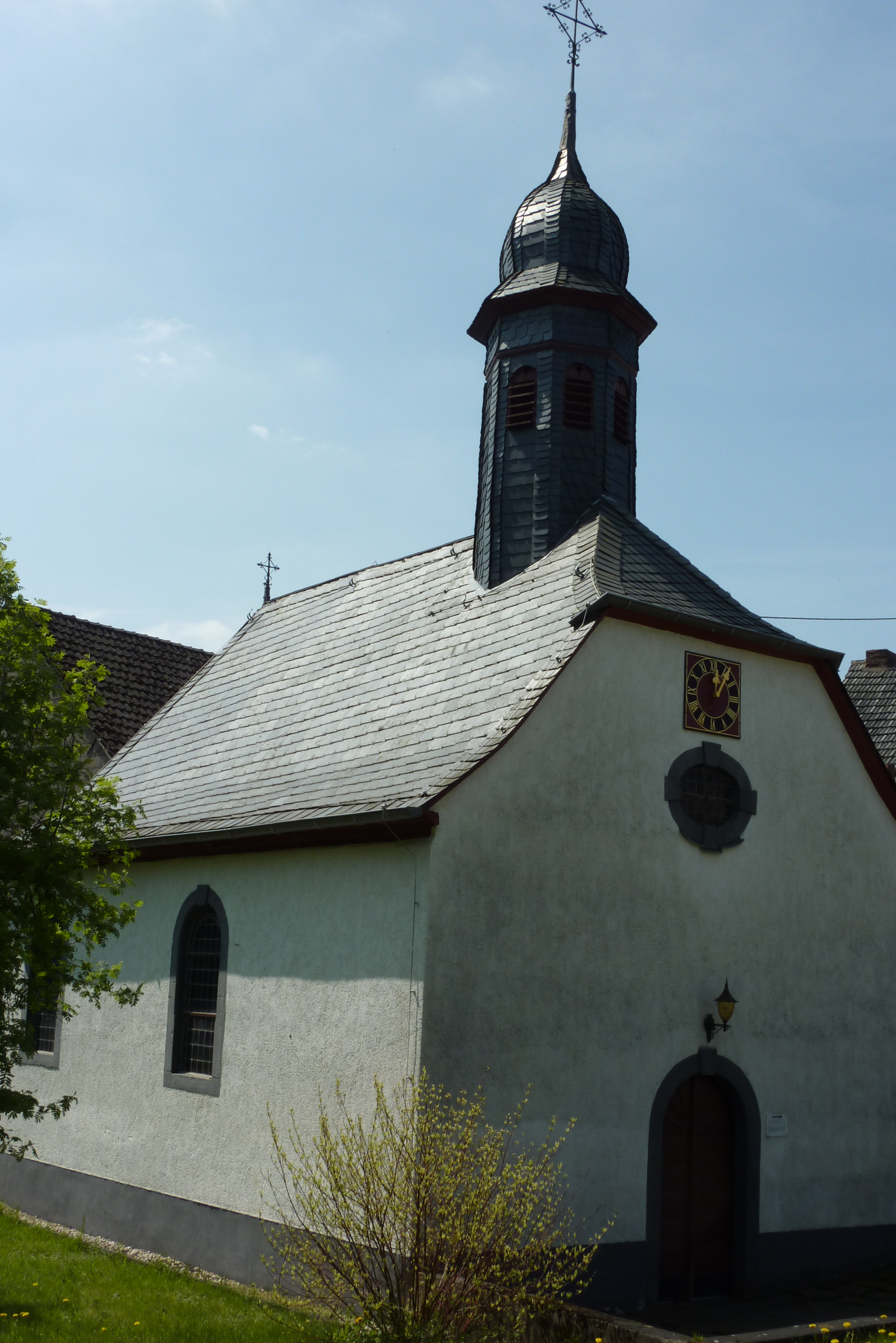
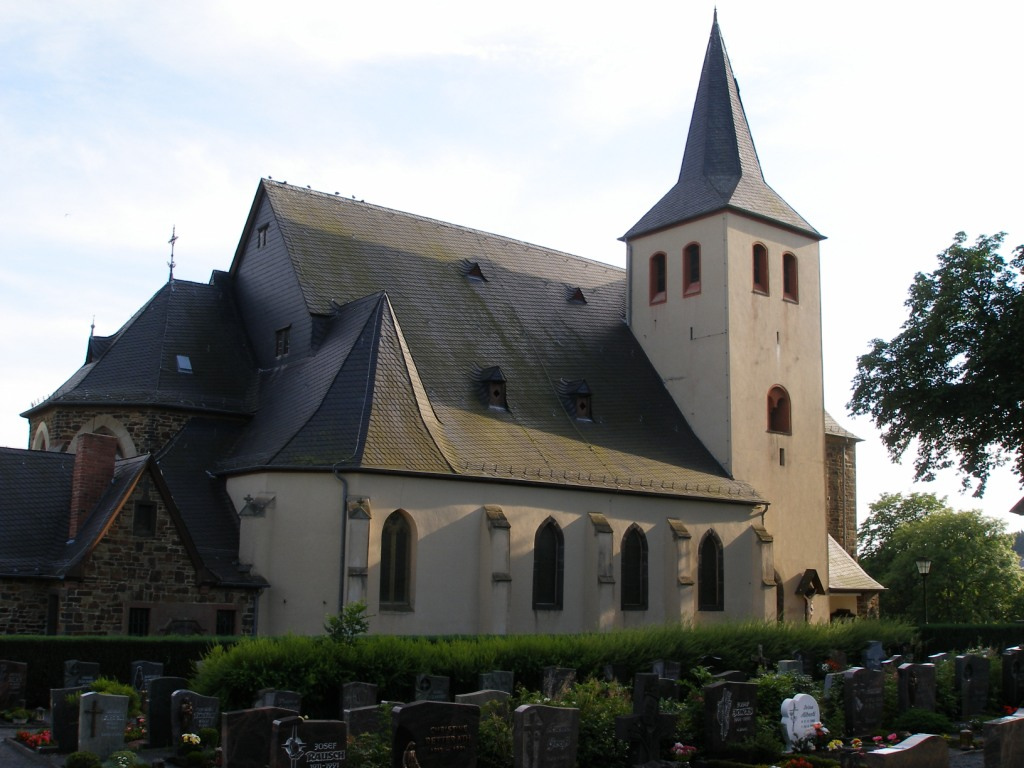